# Pavla Gruden (medicinska sestra)
Pavla Gruden, slovenska medicinska sestra, * 30. junij 1894, Velike Lašče, † 13. februar 1961, Ljubljana.

## Življenjepis
Pavla Gruden je 1925 v Ljubljani končala Šolo za zaščitne sestre in stem postala ena prvih diplomantk te šole. Leta 1926 se je na Dunaju izpopolnjevala na Pirquetovi kliniki. Potem pa je postala glavna sestra Otroške klinike v Beogradu. Po koncu vojne se je vrnila v Slovenijo. Bila je pobudnica ustanovitve in prva ravnateljica Materinskega doma v Ljubljani.